# Ryan Cabrera
Ryan Frank Cabrera (Dallas, 18 de julho de 1982) é um cantor e compositor americano. Suas canções mais conhecidas são "On the Way Down" e "True" do primeiro álbum Take It All Away de 2004. Também foi namorado da cantora Ashlee Simpson.
Seu principal single de estreia "On the Way Down" estreou na rádio americana em maio de 2004. A canção chegou ao número 15 na Billboard Hot 100 de singles.
Take It All Away foi lançado em 17 de agosto de 2004, no número oito na parada de álbuns Billboard 200 e vendeu mais de 66 000 cópias em sua primeira semana e, eventualmente, foi certificada dupla platina. John Rzeznik, vocalista do Goo Goo Dolls, fez a produção do primeiro álbum.
Ainda em 2004, Cabrera apareceu em vários episódios da primeira temporada do reality show de Ashlee Simpson, The Ashlee Simpson Show. Simpson apareceu no videoclipe de Cabrera para "On the Way Down". Mais tarde ele abriu a turnê da irmã mais velha de Ashlee, Jessica Simpson.

## Discografia

### Álbuns de estúdio
| Elm St.                                             | - Data de lançamento: 2001 - Gravadora: AMP - Formatos: CD                                                | —   |             |
| Take It All Away                                    | - Data de lançamento: 17 de agosto de 2004 - Gravadora: Atlantic Records - Formatos: CD, download digital | 8   | - EUA: Ouro |
| You Stand Watching                                  | - Data de lançamento: 20 de setembro de 2005 - Gravadora: Atlantic Records - Formatos: CD, download       | 24  |             |
| The Moon Under Water                                | - Data de lançamento: 13 de maio de 2008 - Gravadora: EMI America - Formatos: CD, download                | 177 |             |
| "—" indica lançamentos que não figuraram em paradas | |     |             |

### EPs
| Wake Up Beautiful                                   | - Data de lançamento: 3 de março de 2015 - Gravadora: Dynamite Music - Formatos: download | — |  |
| "—" indica lançamentos que não figuraram em paradas |                                                                                           |   |  |

### Singles
| 2004                                                | "On the Way Down"     | 15 | 35 | 6  | 4  | 48 | 26 | - EUA: Gold | Take It All Away       |
| 2004                                                | "True"                | 18 | 9  | 13 | 8  | —  | —  | - US: Gold  | Take It All Away       |
| 2005                                                | "40 Kinds of Sadness" | 47 | —  | —  | 32 | —  | —  |             | Take It All Away       |
| 2005                                                | "Shine On"            | 86 | —  | —  | 25 | —  | —  |             | You Stand Watching     |
| 2005                                                | "Photo"               | —  | —  | —  | —  | —  | —  |             | You Stand Watching     |
| 2006                                                | "I Will Remember You" | —  | —  | —  | —  | —  | —  |             | The Moon Under Water   |
| 2008                                                | "Say"                 | —  | —  | —  | —  | —  | —  |             | The Moon Under Water   |
| 2008                                                | "Enemies"             | —  | —  | —  | —  | —  | —  |             | The Moon Under Water   |
| 2012                                                | "Home"                | —  | —  | —  | —  | —  | —  |             | N/A                    |
| 2012                                                | "I See Love"          | —  | —  | —  | —  | —  | —  |             | Wake Up Beautiful - EP |
| 2015                                                | "House on Fire"       | —  | —  | —  | —  | —  | —  |             | Wake Up Beautiful - EP |
| 2016                                                | "Right on the Money"* |    |    |    |    |    |    |             | N/A                    |
| "—" indica lançamentos que não figuraram em paradas |                       |    |    |    |    |    |    |             |                        |